# Peter Lasinius
Peter Lasinius ou Lasenius, Lassenius, mort le 19 décembre 1735 en Arctique, est un explorateur suédois.

## Biographie
Entré au service de la Russie en 1725, il prend part à la Grande Expédition du Nord commandée par Vitus Béring et reçoit l'itinéraire le plus difficile. Il doit ainsi naviguer de la Léna au Kamtchatka en contournant la presqu'île des Tchouktches.
En 1735, quittant Yakoutsk sur l' Irkoutsk avec de conserve le Yakoutsk piloté par Vassili Prontchichtchev, il descend la Léna et se sépare du Yakoutsk dans l'embouchure du fleuve. L' Irkoutsk poursuit à l'est et atteint l'Océan Glacial Arctique le 7 août. Après 128 km, il est arrêté par les glaces le 18 août et doit hiverner à l'embouchure de la Yana dans la baie de Bouhor-Kaya où il fait construire un fortin en bois.
Pour économiser les vivres, il les fait réduire mais le scorbut se déclare peu après. Lasinius en est la première victime, il meurt le 19 décembre. Trente-huit de ses compagnons, sur cinquante-deux, vont le suivre.
Le pilote de l' Irkoutsk parvient à faire parvenir à Yakoutsk l'annonce du désastre. Béring choisit alors Dmitri Laptev pour remplacer Lasinius.